# Lipnica (Zagreb)
Lipnica je naselje u sastavu Grada Zagreba. Nalazi se u gradskoj četvrti Brezovica.

## Stanovništvo
Prema popisu stanovništva iz 2001. godine, naselje je imalo 213 stanovnika te 60 obiteljskih kućanstava.

Prema popisu stanovništva 2011. godine naselje je imalo 207 stanovnika.
| broj stanovnika | 149   | 191   | 210   | 204   | 248   | 255   | 253   | 276   | 265   | 249   | 204   | 191   | 208   | 207   | 213   | 207   | 221   |
|                 | 1857. | 1869. | 1880. | 1890. | 1900. | 1910. | 1921. | 1931. | 1948. | 1953. | 1961. | 1971. | 1981. | 1991. | 2001. | 2011. | 2021. |